# Zaklada za slobodan softver
Zaklada za slobodan softver (engl. Free Software Foundation - FSF) je neprofitna organizacija koju je 4. Studenog 1985. osnovao Richard Stallman kao podršku pokretu slobodnog softvera, zasnovanog na copyleftu, čiji je cilj promicanje slobode distribuiranja i mijenjanja računalnog softvera.
Od začetka do sredine 1990-ih, novčana sredstva zaklade korištena su za sponzoriranje programera kako bi razvijali slobodan softver za GNU projekt. Od sredine 1990-ih, zaposlenici i dobrovoljci zaklade većinom rade na pravnim i organizacijskim pitanjima zajednice i pokreta slobodnog softvera.

### Provođenje GPL-a
FSF posjeduje autorsko pravo na više neophodnih dijelova GNU sustava, kao što je GNU kolekcija prevoditelja. Kao vlasnik autorskih prava, ima ekskluzivno pravo pozvati se na GNU General Public License (GPL) kada se javi povreda autorskih prava nad tim softverom. Iako su vlasnici autorskih prava drugih softverskih sustava preuzeli GPL kao svoju licencu, FSF je bila jedina organizacija koja je konstantno branila softver pod tom licencom, sve dok Herald Welte nije 2004. osnovao stranicu koja se bavi povredama GPL-a, gpl-violations.org.
Od 1991. do 2001., provođenje GPLa je bilo neformalno, najčešće je to činio sam Stallman, često uz pomoć odvjetnika FSF-a, Ebena Moglena. Najčešće su se povrede GPLa u to vrijeme riješavale razmjenom elektroničke pošte između Stallmana i kršitelja (npr. vidi slučaj CLISPa).
Kasno u 2001., Bradley M. Kuhn (tadašnji izvršni direktor) je uz pomoć Moglena, Davida Turnera i Petera T. Browna, formalizirao ova nastojanja stvaranjem FSF-ovog Laboratorija za GPL usklađenost (engl. GPL Compliance Labs). Od 2002-2004, veći slučajevi provođenja GPL-a, kao što su oni protiv Linksysa i OpenTV-a postali su česti.
Tokom ovog perioda, važna aktivnost FSF-a bile su obrazovne kampanje o usklađenosti s GPL-om.
U prosincu 2008., FSF je podnio tužbu protiv Cisco-a zbog korištenja GPL-licenciranih komponenti isporučivanih s Linksys-om. Cisco je obavješten već 2003. o problemu licenciranja, ali je iznova zanemarivao svoje obveze pod GPL-om.

### SCO-ova tužba
U Ožujku 2003, SCO je podnio tužbu protiv IBMa rekavši da IBM-ovo pridonošenje raznom slobodnom softveru, uključivši i GNU, je povrijeda SCO-ovih prava. Iako FSF nije nikad bila stranka u tužbi, zaklada je bila primorana svjedoćiti 5. Listopada 2003. Tijekom 2003 i 2004, FSF je uložila značajna pravna sredstva u odgovor na tužbu i otklanjanje negativnog utjecaja na usvajanje i promociju slobodnog softvera.

### Trenutne i dugoročne aktivnosti
- GNU projekt

Izvorna svrha FSF-a je bila promicanje ideala slobodnog softvera. Organizacija je, kao primjer istog, razvila GNU operacijski sustav.
- GNU licence

GNU General Public License - GPL (engl. GNU opća javna licenca) je široko korištena licenca za projekte slobodnog softvera. Trenutna verzija (verzija 3) izdana je u lipnju 2007. FSF je također izdala i GNU Lesser General Public License - LGPL (engl. GNU niža opća javna licenca) korištenu za određene biblioteke, GNU Free Documentation License - GFDL  (engl. GNU licenca za slobodnu dokumentaciju), te GNU Affero General Public License - AGPL (engl. GNU Affero opća javna licenca), namijenjenu internetskim servisima.
- GNU tisak

Izdavački odjel FSF-a, odgovoran je za "izdavanje knjiga koje se mogu priuštiti pod slobodnim licencama"
- Direktorij slobodnog softvera (engl. Free Software Directory)

Popis slobodnih programskih paketa koji su provjereno slobodan softver. Svaki paket sadrži 47 informacija kao što su mrežna stranica projekta, razvijatelji, programski jezik itd. Cilj je pružiti tražilicu za slobodan softver, i više različitih izvora koji potvrđuju da je paket slobodan softver. FSF je primila manji doprinos od UNESCOa za ovaj projekt. Nada se  da će se direktorij u budućnosti moći prevesti u mnogo drugih jezika.
- Održavanje definicije slobodnog softvera (engl. Free Software Definition)

FSF održava mnoge dokumente koji definiraju pokret slobodnog softvera
- Domaćin za projekte (hosting)

FSF je domaćin razvoju softverskih projekata na njihovoj Savannah stranici.
- Političke kampanje

FSF je pokrovitelj više kampanja protiv onoga što smatra da ugrožava slobodan softver, uključujući softverske patente, digital rights management (engl. digitalno upravljanje pravima), koji FSF zove "digital restriction management" (eng. digitalno upravljanje zabranama) u sklopu nastojanja da se naglasi njihovo mišljenje da su takve tehnologije "dizajnirane da se oduzmu i ograniče vaša prava".

### Projekti velike važnosti
FSF održava popis "projekata visokog prioriteta" na koje Zaklada tvrdi da "postoji neophodna potreba da se usmjeri pozornost zajednice slobodnog koda". FSF smatra da su ovi projekti "važni jer se korisnici računala neprestano zavode da koriste neslobodan softver, jer nema dostojne slobodne zamjene"
Prošli naglašeni projekti uključivali su slobodne implementacije jave GNU Classpath i GNU Java prevoditelj, za osiguravanje kompatibilnosti za Java (programski jezik) dio paketa OpenOffice.org (zbog problema s Javinim licenciranjem), te GNOME desktop okruženje.

### Priznanja
- 1999: Nagrada Linus Torvalds za "open source računarstvo"[15]
- 2005: Prix Ars Electronica nagrada izuzetnosti u kategoriji "Digitalne zajedince"[16]

## Vanjske poveznice
- Zaklada za slobodan softver (engleski)
- Zaklada za slobodan softver, Europa - sestrinska organizacija